# ريموند ألين
ريموند ألين (بالفرنسية: Raymonde Allain)‏ (1912-2008) عارضة أزياء وممثلة فرنسية,  كانت ملكة جمال فرنسا في عام 1928.

## روابط خارجية
- ريموند ألين على موقع IMDb (الإنجليزية)
- ريموند ألين على موقع ألو سيني (الفرنسية)
- ريموند ألين على موقع قاعدة بيانات الفيلم (الإنجليزية)
- ريموند ألين على موقع كينوبويسك (الروسية)